# Ma'alot-Tarshicha

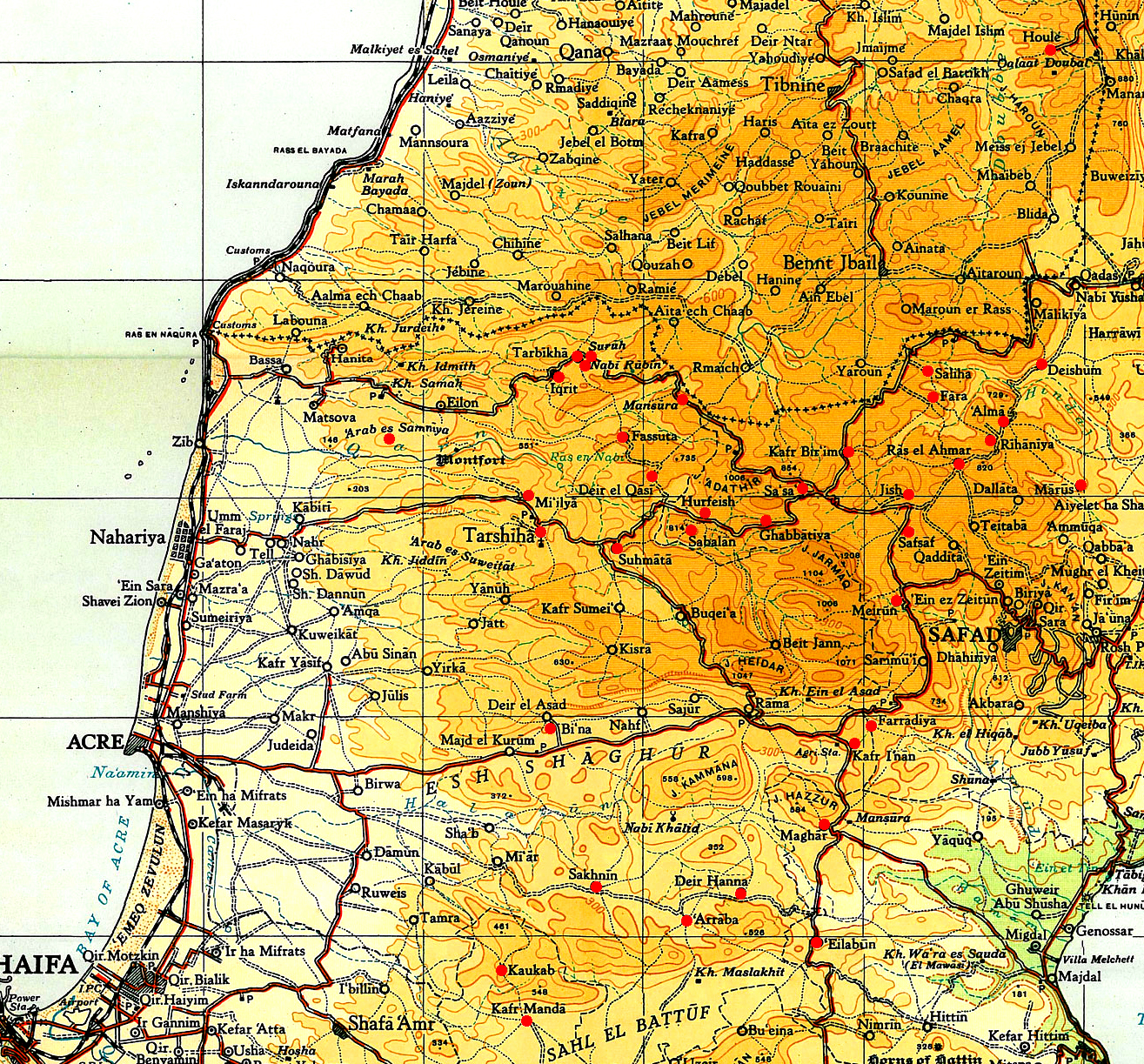
Palestijnse dorpen, veroverd gedurende Operatie Hiram van 29 oktober-2 november 1948

Ma'alot-Tarshicha (Hebreeuws: מַעֲלוֹת-תַּרְשִׁיחָא , Arabisch: معالوت ترشيحا  ) is een stad en in het noorden van de staat Israël. Het ligt in het district Noord. De stad ontstond in 1963, toen het Joodse dorp Ma'alot samengevoegd werd met het Arabische dorp Tarshiha. In 1996 kreeg de plaats stadsrechten. 

## Bevolkingssamenstelling
In 2008 had Ma'alot-Tarshiha 21.400 inwoners. 20% van de bevolking is Arabisch en 52% zijn immigranten uit Rusland. 

## Geschiedenis

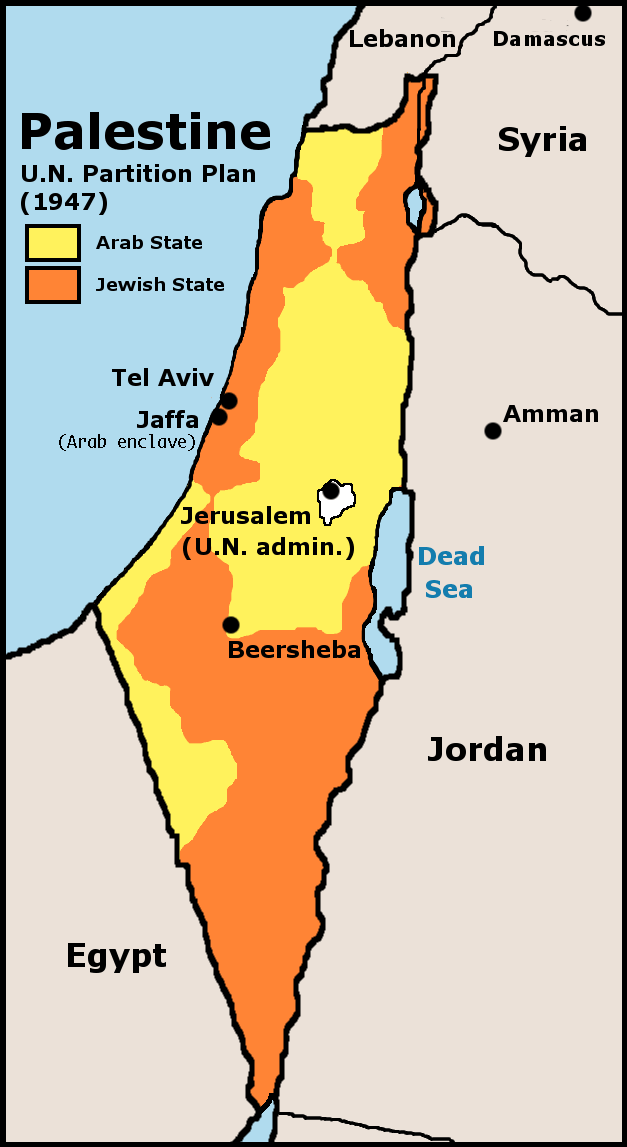
Kaart VN Verdelingsplan voor Palestina, (1947) Joodse staat: 56,4% Arabische staat: 42,9% Jeruzalem: 0,7%

In 1947 was dit gebied in het noorden van Mandaatgebied Palestina ingedeeld bij de te vormen Arabische staat; volgens het Verdelingsplan Resolutie 181 Algemene Vergadering Verenigde Naties. In deze streek lagen veel Palestijns-Arabische dorpen, waaronder de oude stad Tarshiha, met ongeveer 4000 inwoners waarvan een driekwart moslims- en een kwart christenen. 
In de Arabisch-Israëlische Oorlog van 1948 veroverde het Israëlische leger met Operatie Hiram dit hele gebied. De inwoners van de dorpen rondom Tarshiha moesten (tijdelijk) vertrekken, waarna deze dorpen met de grond gelijk gemaakt werden; velen trokken naar Libanon. Achteraf bleek dat ze niet meer mochten terugkeren. In Tarshiha mocht een klein aantal inwoners terugkeren.
In 1957 werd bij Tarsiha de plaats Ma'alot ontwikkeld met huizen voor Joodse immigranten. In 1963 werd deze plaats bij het grotere Tarshiha gevoegd.